# Michael Birkett
Michael Birkett (22 octobre 1929 – 3 avril 2015), 2e baron Birkett,.
Après ses études au Trinity College de Cambridge, il devint réalisateur britannique et producteur de cinéma célèbre,.
Son fils Tom Birkett, 3e baron Birkett, est un homme politique.